# Ielena Khroustaliova
Ielena Vladimirovna Kroustaliova (en russe : Елена Владимировна Хрусталёва et en anglais : Elena Khrustaleva) est une biathlète kazakhe, née le 28 septembre 1980 à Krasnoïarsk, en Union soviétique. Elle est médaillée d'argent de l'individuel aux Jeux olympiques d'hiver de 2010.

## Carrière
Après avoir couru pour la Russie durant sa carrière junior jusqu'en 2001, Ielena Kroustaliova intègre l'équipe biélorusse avant de revenir sous les couleurs russes entre 2002 et 2006, remportant trois titres européens dont celui de l'individuel en 2003. Elle adopte la nationalité kazakhe lors de la saison 2006-2007. Elle obtient alors ses premiers résultats sur la scène mondiale, gagnant trois médailles aux Championnats du monde de biathlon d'été 
dont deux en 2007 et une en 2009, en terminant sixième de l'individuel des Championnats du monde 2009. Elle crée la surprise  aux Jeux olympiques de Vancouver 2010 en décrochant une médaille d'argent sur l'individuel grâce à un sans faute au tir. Cela faisait douze ans que le Kazakhstan n'avait pas obtenu de médaille aux Jeux olympiques d'hiver.
Elle termine sa carrière en 2016.

## Palmarès

### Jeux olympiques d'hiver
| Épreuve / Édition                   | Individuel                         | Sprint | Poursuite | Départ en masse | Relais | Relais mixte                     |
| Jeux olympiques 2002 Salt Lake City | —                                  | 33e    | —         | —               | 7e     | Épreuve inexistante à cette date |
| Jeux olympiques 2010 Vancouver      | Médaille d'argent, Jeux olympiques | 5e     | 11e       | 27e             | 14e    | Épreuve inexistante à cette date |
| Jeux olympiques 2014 Sotchi         | 47e                                | 57e    | 37e       | —               | 12e    | 14e                              |

Légende :
- : épreuve non olympique
- — : n'a pas participé à l'épreuve

### Championnats du monde
| Mondiaux \ Épreuve   | Individuel | Sprint | Poursuite | Départ en masse | Relais | Relais mixte |
| 2008 Östersund       | 41e        | 27e    | 44e       | -               | 13e    | -            |
| 2009 Pyeongchang     | 6e         | 38e    | 46e       | 29e             | 18e    | -            |
| 2011 Khanty-Mansiïsk | 58e        | 67e    | -         | -               | 14e    | 21e          |
| 2012 Ruhpolding      | 19e        | 37e    | DNS       | -               | 19e    | 20e          |
| 2013 Nové Město      | 75e        | 75e    | -         | -               | 14e    | 17e          |

Légende :

DNS : n'a pas pris le départ

- : n'a pas participé à l'épreuve

### Coupe du monde
- Meilleur classement général : 35e en 2010.
- 1 podium individuel : 1 deuxième place[3].

#### Classements en Coupe du monde
| Saison    | Classement général final | Sprint | Poursuite | Individuel | Mass start |
| 2001-2002 | 43e                      | 61e    | 38e       | 27e        |            |
|           |                          |        |           |            |            |
| 2006-2007 | 81e                      | 70e    |           | nc         |            |
| 2007-2008 | 52e                      | 42e    | nc        | nc         |            |
| 2008-2009 | 51e                      | 56e    | 57e       | 36e        | 46e        |
| 2009-2010 | 35e                      | 40e    | 43e       | 12e        | 42e        |
| 2010-2011 | 69e                      | 64e    | nc        | nc         | 47e        |
| 2011-2012 | 68e                      | 80e    |           | 40e        |            |
|           |                          |        |           |            |            |
| 2013-2014 | 99e                      | nc     | nc        | 58e        |            |

### Championnats d'Europe
- Médaille d'or de l'individuel en 2003.
- Médaille d'or du relais en 2003 et 2005.

### Championnats du monde junior
- Médaille d'argent de la poursuite et du relais en 2000.

### Championnats d'Europe junior
- Médaille d'or de l'individuel et du relais en 2000.

### Championnats du monde de biathlon d'été
- Médaille d'argent du sprint et de la mass start en 2007.
- Médaille de bronze de la poursuite en 2009.

### IBU Cup
- 3 podiums.